# Marcel Tyberg
Marcel (Marcello) Tyberg (Beč, 27. siječnja 1893. – Auschwitz, 31. prosinca 1944.) austrijski orguljaš i skladatelj koji je veći dio života proveo na Kvarneru. Židovskog je podrijetla
Napisao je tri simfonije, više orguljskih i glasovirskih skladbi te Scherzo i Finale za Schubertovu Nedovršenu simfoniju. Bavio se i zabavnom glazbom, pod pseudonimom Till Bergmar.